# Le Vaumain
Le Vaumain – miejscowość i gmina we Francji, w regionie Hauts-de-France, w departamencie Oise.
Według danych na rok 1990 gminę zamieszkiwało 279 osób, a gęstość zaludnienia wynosiła 34 osoby/km² (wśród 2293 gmin Pikardii Le Vaumain plasuje się na 720. miejscu pod względem liczby ludności, natomiast pod względem powierzchni na miejscu 589.).